# Афанасовская (Коношский район)
Афанасовская — деревня в Коношском районе Архангельской области. Входит в состав Тавреньгского сельского поселения.

## География
Деревня находится в юго-западной части Архангельской области, на расстоянии приблизительно 46 км (по прямой) к юго-востоку от посёлка городского типа Коноша, административного центра района.

### Часовой пояс
Деревня Афанасовская, как и вся Архангельская область, находится в часовой зоне МСК (московское время). Смещение применяемого времени относительно UTC составляет +3:00.

## История
В 1859 году в деревне Вельского уезда Вологодской губернии насчитывалось 3 двора, проживало 26 человек.

## Население
| 2002 | 2010 | 2012 |
| ---- | ---- | ---- |
| 24   | ↘13  | →13  |

### Национальный состав
Согласно результатам переписи 2002 года, в национальной структуре населения русские составляли 100 % из 20 чел.